# Gmina Rødby
Gmina Rødby (duń. Rødby Kommune) - istniejąca w latach 1970–2006 gmina w Danii w okręgu Storstrøms Amt. Siedzibą władz gminy było Rødby. Gmina Rødby została utworzona 1 kwietnia 1970 na mocy reformy podziału administracyjnego Danii. W wyniku kolejnej reformy, która weszła w życie 1 stycznia 2007 roku, razem z gminami Holeby, Højreby, Maribo, Nakskov, Ravnsborg oraz Rudbjerg weszła w skład nowo utworzonej gminy Lolland.

## Dane liczbowe
- Liczba ludności: (♀ 3372 + ♂ 3218) = 6590
  - wiek 0-6: 6,7%
  - wiek 7-16: 12,7%
  - wiek 17-66: 63,4%
  - wiek 67+: 17,1%
- zagęszczenie ludności: 54,9 osób/km²
- bezrobocie: 6,4% osób w wieku 17-66 lat
- cudzoziemcy z UE, Skandynawii i USA: 94 na 10 000 osób
- cudzoziemcy z krajów Trzeciego Świata: 300 na 10 000 osób
- liczba szkół podstawowych: 2 (liczba klas: 40)